# Sinoflustra arabianensis
Sinoflustra arabianensis is een mosdiertjessoort uit de familie van de Sinoflustridae. De wetenschappelijke naam van de soort is voor het eerst geldig gepubliceerd in 1975 door Menon & Nair.